# Ludwików (Skierniewice)
Pour les articles homonymes, voir Ludwików.
Ludwików est une localité polonaise de la gmina et du powiat de Skierniewice en voïvodie de Łódź.